# Catherine Wheel
Catherine Wheel war eine britische Band aus Great Yarmouth, England. Sie benannten sich nach einem alten Folterinstrument, dem Richtrad (engl. „catherine wheel“, nach der Märtyrerin Katharina von Alexandria).

## Geschichte
Die Band formierte sich 1990 in der Besetzung Rob Dickinson – ein Cousin von Bruce Dickinson, Sänger von Iron Maiden – (Gesang, Gitarre), Brian Futter (Gitarre), Dave Hawes (Bass) und Neil Sims (Schlagzeug). Sie wurden der Shoegazing-Szene zugerechnet. Ihr Debüt Ferment bekam größtenteils gute Kritiken und beinhaltete den Hit „Black Metallic.“ Ihr zweites Album Chrome verband den Shoegazing-Sound mit deutlich härteren Klangfarben. Mit ihrem dritten Album Happy Days ging die Band noch stärker in Richtung Hard Rock, was in der Presse und bei den Fans ein gemischtes Echo fand. Ihr viertes Album, Adam & Eve (1997), zeigte die Band wieder auf einem atmosphärischeren Kurs, stark beeinflusst von Talk Talk. Die Feedback-Orgien der Anfangszeit wurden zugunsten eines filigraneren, kontemplativeren Sounds aufgegeben. Ben Ellis übernahm fortan den Bass. Nachdem ihr 2000er-Album Wishville floppte, beendete die Band ihre Zusammenarbeit.
Futter und Sims arbeiteten danach als 50ft Monster zusammen, Ellis spielte bei Serafin und Dickinson veröffentlichte im September 2005 ein Soloalbum namens Fresh Wine for the Horses. 2006 ging Dickinson gemeinsam mit der australischen Psychedelic-Rock-Band The Church auf USA-Tour. Anschließend zog er sich vom Musikgeschäft zurück und gründete 2009 in Kalifornien die Autofirma Singer Vehicle Design, die sich auf die Veredelung von Porsche 911 spezialisiert hat.

## Diskografie

### Alben
| Jahr | Titel        | Höchstplatzierung, Gesamtwochen, AuszeichnungChartplatzierungen (Jahr, Titel, Platzierungen, Wochen, Auszeichnungen, Anmerkungen) | Höchstplatzierung, Gesamtwochen, AuszeichnungChartplatzierungen (Jahr, Titel, Platzierungen, Wochen, Auszeichnungen, Anmerkungen) | Anmerkungen |
| Jahr | Titel        | UK | US | Anmerkungen |
| ---- | ------------ | --- | --- | ----------- |
| 1992 | Ferment      | UK39 (1 Wo.)UK | — |             |
| 1993 | Chrome       | UK58 (1 Wo.)UK | — |             |
| 1995 | Happy Days   | — | US163 (1 Wo.)US |             |
| 1998 | Adam and Eve | UK53 (1 Wo.)UK | US178 (1 Wo.)US |             |

Weitere Alben
- 2000: Wishville

### Kompilationen
- 1996: Like Cats and Dogs

### EPs
| Jahr | Titel Album         | Höchstplatzierung, Gesamtwochen, AuszeichnungChartplatzierungen (Jahr, Titel, Album, Platzierungen, Wochen, Auszeichnungen, Anmerkungen) | Höchstplatzierung, Gesamtwochen, AuszeichnungChartplatzierungen (Jahr, Titel, Album, Platzierungen, Wochen, Auszeichnungen, Anmerkungen) | Anmerkungen |
| Jahr | Titel Album         | UK | US | Anmerkungen |
| ---- | ------------------- | --- | --- | ----------- |
| 1991 | Black Metallica     | UK68 (1 Wo.)UK | — |             |
| 1992 | Balloon             | UK59 (1 Wo.)UK | — |             |
| 1992 | I Want to Touch You | UK35 (2 Wo.)UK | — |             |
| 1992 | 30 Century Man      | UK47 (2 Wo.)UK | — |             |
| 1993 | Crank               | UK66 (1 Wo.)UK | — |             |
| 1993 | Show Me Mary        | UK62 (1 Wo.)UK | — |             |
| 1995 | Waydown             | UK67 (2 Wo.)UK | — |             |
| 1997 | Delicious           | UK53 (2 Wo.)UK | — |             |
| 1998 | Ma Solituda         | UK53 (2 Wo.)UK | — |             |
| 1998 | Broken Nose         | UK48 (2 Wo.)UK | — |             |

Weitere EPs
- 1991: She’s My Friend
- 1991: Painful Thing
- 1995: Judy Staring at the Sun
- 2000: Sparks are Gonna Fly

### Singles
- 1991: Black Metallic
- 1992: Balloon
- 1992: Shallow (Promosingle, live)